# Принцип Сен-Венана
При́нцип Сен-Вена́на — в теорії пружності — положення, згідно з яким урівноважена система сил, прикладена до якоїсь частини твердого тіла, викликає у ньому появу нерівномірності розподілу напруження, що швидко зменшується по мірі віддалення від цієї частини. На відстанях, більших за максимальний лінійних розмір зони прикладення навантажень, нерівномірність розподілу напруження і деформації виявляються як завгодно малими.
Сформульований Сен-Венаном у 1855 році. Доведення цього принципу немає, однак він підтверджується експериментом, числовими методами розв'язання задач та строгими аналітичними розв'язками часткових випадків.

Демонстрація принципу Сен-Венана

В курсі опору матеріалів цей принцип формулюється так: 
В перерізах, достатньо віддалених від місць прикладання навантаження, деформація тіла не залежить від конкретного способу навантаження і визначається лише статичним еквівалентом навантаження.
Таким чином, цей принцип дозволяє одні граничні умови (діючі сили) заміняти іншими (зручнішими для статичного розрахунку) за умови, що рівнодійна і головний момент нової заданої системи сил не змінюються. Принцип використовується також і при пружно-пластичному деформуванні.
Ілюстрацією принципу Сен-Венана є наведений рисунок. На прикладі стрижня, що розтягується точково прикладеними на обох кінцях зусиллями, видно, що у безпосередній близькості від точок прикладання розподіл напружень близький до розглянутого стану навантаження. На достатній відстані від кінців розподіл напружень по перерізу наближається до рівномірного.
Принцип Сен-Венана звільняє від необхідності розгляду великої кількості можливих варіантів статично еквівалентних навантажень. В той же час питання про напруження і деформації поблизу точок вантаження залишається відкритим. Задачі подібного виду розглядаються в спеціальних дисциплінах.
Рівномірність розподілу напружень порушується біля отворів, в місцях зміни форми чи розмірів перерізу. Поблизу таких місць спостерігається концентрація напружень.